# Jeden dzień z życia
Jeden dzień z życia (tytuł oryginalny: Një ditë nga një jetë) – albański film fabularny z roku 1994 w reżyserii Gjergj Xhuvaniego.

## Opis fabuły
Starszy wiekiem mężczyzna w jednym ze swoich snów zostaje pozbawiony i pracy i szeregu obowiązków, którymi wypełnione jest jego życie. Pod wpływem snu dostrzega, że społeczeństwo nie docenia jego wysiłków i że nie warto rezygnować z życia osobistego na rzecz obowiązków związanych z pracą. Postanawia to zmienić. 
Film realizowano w Tiranie.

## Obsada
- Kadri Roshi jako Thoma
- Kastriot Çipi jako lekarz
- Gëzim Rudi
- Luiza Xhuvani
- Juna Harkaj